# Белорусец, Марк Абрамович
Марк Абрамович Белорусец (укр. Марк Абрамович Бєлорусець; род. 2 августа 1943, Первоуральск Свердловской области) — украинский переводчик немецкоязычной литературы на русский язык. Член Украинского ПЕН-клуба.

## Биография
Родился в эвакуации. Работал инженером-строителем (1966—1998). Окончил Государственные курсы иностранных языков (1966-1969). С 1970 года занимается переводами поэзии и прозы немецких и австрийских авторов (Пауль Целан, Георг Тракль, Роберт Музиль, Готфрид Бенн, Гюнтер Айх, Манес Шпербер, Герта Мюллер и др.). Дебютировал в печати в 1978 году. Живет в Киеве.
Дочь, Евгения Белорусец (род. 1980) — переводчица, журналистка, фотограф, редактор литературного сайта Просторы.

## Признание
Лауреат премии Австрийской республики (1998, 2010), премии Андрея Белого (2008) «за самоотверженные труды по сближению двух неисчерпаемых вселенных — поэзии Целана и русской словесности, за книгу „Пауль Целан, Стихотворения. Проза. Письма“» (вместе с Татьяной Баскаковой).